# Article 51(26) de la Constitution australienne
L'article 51(26) de la Constitution australienne, communément appelé « le pouvoir racial » (race power), est un alinéa de l'article 51 de la Constitution australienne qui confère au Commonwealth australien le pouvoir d'adopter des lois spéciales pour les personnes de n'importe quelle race.

## Analyse
Dans sa version initiale, l'article 51(26) autorisait le Parlement fédéral à adopter des lois concernant « Les personnes de toute race, autre que la race aborigène dans tout État, pour lesquelles il est jugé nécessaire d'adopter des lois spéciales ». Le peuple australien qui a voté lors du référendum de 1967 a supprimé les mots en italique, déplaçant et centralisant les pouvoirs des parlements d'État en matière de race vers le gouvernement fédéral.
Edmund Barton avait soutenu en 1898 que l'article 51(26) était nécessaire pour permettre au Commonwealth de « réglementer les affaires des personnes de couleur ou de race inférieure qui se trouvent dans le Commonwealth ». L'article devait permettre au Commonwealth d'adopter des lois limitant les travailleurs migrants tels que les Chinois et les Kanakas. Quick et Garran ont observé en 1901 que « cet article permet au Parlement de traiter avec les personnes de toute race étrangère après leur entrée dans le Commonwealth ; de les localiser dans des zones définies, de restreindre leur migration, de les confiner à certaines occupations, ou de leur accorder une protection spéciale et de garantir leur retour après une certaine période dans le pays d'où elles viennent ».
Certains délégués à la Convention de 1898 se sont toutefois opposés à l'utilisation du pouvoir législatif pour traiter spécifiquement des races étrangères, acceptant que des personnes puissent être exclues de l'Australie sur la base de leur race, mais soutenant qu'une fois admises dans le pays, elles devraient être traitées de la même manière que les autres citoyens. Le champ d'application de l'article 51(26) est, sous réserve de la Constitution elle-même, illimité, conformément à l'article 51 qui accorde des pouvoirs pléniers au Commonwealth. L'article 51(26) soutient le rejet des exigences légales en matière d'égalité lors de l'examen de la législation, par ailleurs validement promulguée en vertu de la Constitution. Ainsi, la législation habilitée par d'autres pouvoirs constitutionnels, telle que l'urgence nationale du Territoire du Nord (en), habilitée par l'article 122 (en), peut être discriminatoire sur le plan racial.
La deuxième question du référendum de 1967 a modifié cet article, supprimant l'interdiction pour le Commonwealth d'adopter des lois concernant « la race aborigène ». À l'époque, cette modification a été largement considérée comme un changement positif pour le bien-être des peuples aborigènes, le Commonwealth étant perçu comme plus positif à leur égard que l'ensemble les États dans leur ensemble. Dans l'affaire Kartinyeri v Commonwealth de 1998, la Haute Cour était divisée sur la question de savoir si l'article 51(26) pouvait être utilisé pour promulguer une législation établissant une discrimination négative fondée sur la race.
Les juges William Gummow (en) et Kenneth Hayne (en) ont estimé que l'utilisation de la race comme base du pouvoir parlementaire était intrinsèquement discriminatoire et que les avantages accordés à la population ne devaient pas être considérés comme une discrimination. Le juge Kirby (en) n'était pas d'accord, estimant que le pouvoir en matière de race ne permettait pas la promulgation de lois au détriment des personnes de n'importe quelle race. La juge Mary Gaudron (en) a estimé qu'il était difficile de concevoir des circonstances dans lesquelles une loi au détriment d'une minorité raciale serait valide.
La réponse à l'urgence nationale du Territoire du Nord (en) de 2007 à 2011, et sa continuation sous la forme de la politique Stronger Futures, aurait nécessité l'utilisation de cette section si le Commonwealth l'avait mise en œuvre dans n'importe quel État. Toutefois, comme elle n'a été mise en œuvre que dans un territoire, cela n'a pas été le cas.
Un rapport commandé par le gouvernement fédéral au Groupe d'experts sur la reconnaissance constitutionnelle des Australiens autochtones, daté du 19 janvier 2012, a recommandé l'organisation d'un référendum sur l'abrogation de l'article 51(26) et son remplacement par de nouveaux articles, l'article 51A (en) (qui habiliterait le Commonwealth à légiférer en faveur des Australiens autochtones), l'article 51B et l'article 51C (qui reconnaîtrait également les droits des Aborigènes et des insulaires de Torres), mais reconnaît également les Aborigènes et les insulaires du détroit de Torres comme les premiers peuples d'Australie) et l'article 116A (qui interdirait la législation discriminatoire sur le plan racial ou l'adoption de lois au titre de l'article 25 (en) qui ne sont pas au bénéfice des peuples indigènes).
En 2017, le Conseil du référendum (avec les mêmes coprésidents initiaux que le groupe d'experts de 2012) a formulé des recommandations faisant écho à celles formulées par ce groupe, bien qu'elles n'incluent pas formellement l'abrogation de l'article 25 (en), conformément aux recommandations du groupe d'experts (2012) et du Joint Select Committee on Constitutional Recognition of Aboriginal and Torres Strait Islander Peoples (2015).

## Documents
- Sean Everett, « The Australian Constitution & Section 51(xxvi):  The 'Race Power' - Beneficial Power of Government or Colonial Anachronism? », 2010
- George Williams, « Removing racism from Australia’s constitutional DNA » (2012) 37(3) Alternative Law Journal 151.